# Frederica Caroline de Saxa-Coburg-Saalfeld
Prințesa Frederica Caroline de Saxa-Coburg-Saalfeld, Ducesă în Saxonia (24 iunie 1735 – 18 februarie 1791) a fost o prințesă de Saxa-Coburg-Saalfeld prin naștere și prin căsătorie ultima margrafă de Brandenburg-Ansbach și Bayreuth.

## Biografie
Frederica Caroline a fost al cincilea și cea mai mică fiică a Ducelui Franz Josias de Saxa-Coburg-Saalfeld și a Prințesei Anna Sophie de Schwarzburg-Rudolstadt (1700–1780), fiica Prințului Ludwig Friedrich I de Schwarzburg-Rudolstadt.
La 22 noiembrie 1754, la Coburg, ea s-a căsătorit cu Margraful Karl Alexander de Brandenburg-Ansbach (1736-1806). Căsătoria a avut loc din rațiuni politice. Deși Frederica Caroline era considerată virtuoasă, blândă, devotată, soțul ei a găsit-o urâtă, ignorantă și plictisitoare. Mariajul a rămas fără copii, el s-a separt de soție, care a locuit la Castelul Schwaningen din Unterschwaningen, iar el a trăit cu metresa sa, Elizabeth Craven.

## Arbore genealogic
1. 1 2  Friederike Karoline Prinzessin von Sachsen-Coburg-Saalfeld, The Peerage, accesat în 9 octombrie 2017
2. ↑  „copie arhivă”. Arhivat din original la 6 februarie 2012. Accesat în 12 iunie 2016.